# Odette Bruneau
Pour les articles homonymes, voir Bruneau.
Odette Bruneau, née Dornier le 27 septembre 1891 à Besançon et morte le 6 décembre 1984 à Buzignargues (Hérault), est une peintre et sculptrice française.

## Biographie
Marie Louise Françoise Odette Dornier naît le 27 septembre 1891 à Besançon de Marie Lucie Lacoste et Victor Arthur Constant Dornier, archiviste. Elle fréquente de 1908 à 1911 l'École des Beaux-arts de sa ville natale, obtient un premier prix de dessin, et devient professeur au lycée de Besançon. Elle est lauréate du concours de l'École des Beaux-Arts de Paris en mai 1914 et est reçue première du concours de professorat de dessin en 1916. Elle est élève de Jacques Majorelle et de Fernand Cormon. C'est une peintre orientaliste qui réalise portraits, scènes locales, nus et natures mortes.
Elle épouse en août 1917 à Besançon Henri Louis Bruneau, sous-lieutenant récemment affecté au 6e tirailleurs indigènes au Maroc, ancien décorateur et fils d'horlogers de Besançon,. Ils auront un fils, également militaire. Elle enseigne à Lons-le-Saunier, puis à Langres en 1919. En 1920, son mari, lieutenant, est détaché à la direction du Génie à Casablanca.
Elle contribue à Casablanca, où elle est professeur de dessin au lycée de jeunes filles, à l'ouverture d'une académie de peinture, et avec son mari expose aux salons des militaires dès 1928. En 1935, avec Geneviève Barrier Demnati et Marguerite Delorme, elle est l'une des trois femmes à participer au salon des peintres d’Afrique du Nord à Casablanca. Elle expose à la galerie Monterrat à Casablanca en 1935, La Boîte à Musique à Rabat en 1944, etc. En 1948, elle expose au VIIIe Salon des Artistes Indépendants de Casablanca. Elle expose au moins jusqu'en 1951.
En 1938, elle est promue Officier de l'instruction publique.
Son mari, démobilisé fin 1945, meurt en 1975 à Casablanca.
Odette Bruneau meurt en 1984 à Buzignargues,. Son fonds d'atelier est vendu chez Drouot en 2016. Son œuvre abondante, aux couleurs chaudes, entièrement consacrée au Maroc, reste à redécouvrir.